# Tō-ji
Il Tō-ji (東寺? lett. "tempio dell'est") è un tempio buddista giapponese della corrente Shingon situato a Minami-ku, Kyōto (antica Heian). Alcuni edifici del tempio si devono al progetto di Kūkai così come alcune delle sculture buddiste ivi conservate.
Non è costruito in maniera simmetrica. La sala principale (kōdō) contiene 21 statue disposte in modo da creare un maṇḍala scultoreo.

## La pagoda a cinque piani
La pagoda a cinque ordini del tempio, tesoro nazionale del periodo Edo, è così famosa che concentra tutto il Giappone in Kyoto e nel Toji. Con i suoi 55 metri è la struttura in legno e la pagoda più alta del Giappone e uno dei simboli di Kyoto. Fu costruita da Kobo-daishi nel 796 d.C. e bruciò ben 4 volte prima di essere abbattuta da un fulmine. La presente pagoda fu costruita dal terzo Shōgun Tokugawa Iemitsu nel 1644. Dentro vi sono le immagini di 4 Buddha e dei loro seguaci, i grandi otto Bosatsu.